# Kleine klokjesbij
De kleine klokjesbij (Chelostoma campanularum) behoort tot de Megachilidae. Het is een oligolectische soort, zoals alle klokjesbijen. De Nederlandse naam verwijst naar de plant waar ze hoofdzakelijk stuifmeel verzameld, namelijk bloemen van de klokjesfamilie (Campanula).

## Kenmerken
Het is een typische klokjesbij van ongeveer 4 tot 6 mm met een smalle lichaamsbouw. De soort heeft geen haarbandjes op het achterlijf en is weinig behaard, waardoor ze er helemaal zwart uitziet. De buikschuier van de vrouwtjes is wit. Het onderscheid met de nauw verwante Chelostoma distinctum is het best te zien aan de lengte van de horizontale zone van het propodeum. Bij de kleine klokjesbij is deze langer dan het postscutellum.

De mannetjes zijn iets meer behaard, met bruine haren op kop, borststuk en achterlijf. Ze bezitten 2 gepunte stekels op het einde van het achterlijf, de tussenruimte tussen de stekels is groter dan de breedte van een stekel. Op het vijfde sterniet is er een roodbruine haarband.

## Ecologie
De kleine klokjesbij verzamelt voornamelijk stuifmeel op klokjes (Campanula). Verder is bloembezoek vastgesteld bij verschillende soorten Ooievaarsbekken o.a. Beemdooievaarsbek (Geranium) en Muskuskaasjeskruid (Malva). Het stuifmeel wordt verzameld en naar het nest gebracht met de buikschuier.

Het nest wordt gebouwd in holle stengels, boorgangen van kevers en artificiële nestgelegenheid. Het nest bestaat uit cellen die gescheiden zijn door lemige wandjes. De voorste wand bestaat uit leem/zand vermengd met steentjes. Cel per cel wordt er stuifmeel aangevoerd en per cel wordt één ei gelegd, zoals bij alle bijen neemt er een volledige metamorfose plaats (de cyclus ei-larve-pop-adult). Het nest wordt pas verlaten het volgende jaar, nadat de bij als larve heeft overwinterd, laat in het voorjaar verpopt en uiteindelijk het adulte stadium bereikt. Er is slechts één generatie per jaar. De parasitaire bijen van het geslacht Stelis en wespen Sapyga sp. zijn belangrijke parasieten, verder zijn er nog vliegen, bronswespen, sluipwespen, mijten, kevers, en nog enkele andere die het leven van deze bijen minder aangenaam maken.

## Voorkomen en vliegtijd
Het is een soort van de Oude Wereld, maar werd ook al in Amerika gevangen. De vliegperiode ligt voornamelijk tussen mei en augustus.